# L'Esclave de Satan
Pour les articles homonymes, voir Esclave de Satan.
Pour plus de détails, voir Fiche technique et Distribution.
L'Esclave de Satan (Satan's Slave) est un film britannique réalisé par Norman J. Warren, sorti en 1976.
Le film suit une jeune femme, Catherine Yorke (Candace Glendenning), qui part avec ses parents rendre visite à son oncle Alexandre (Michael Gough), que personne n'avait rencontré avant. Mais le trajet en voiture se termine en drame quand, au cours d'un accident, les parents de Catherine meurent carbonisés. La jeune femme est alors hébergée par le mystérieux Alexandre qui vit dans une belle maison avec son fils Stephen (Martin Potter) et la fidèle Frances (Barbara Kellerman). Catherine reprend goût à la vie et remarque que Stephen est loin d'être insensible à ses charmes. Mais Catherine est bientôt victime de terribles hallucinations.

## Synopsis
Catherine Yorke, une jeune femme de Londres, reçoit un bracelet de son petit ami John pour son prochain anniversaire. Elle quitte alors la ville avec ses parents dans la voiture familiale pour rejoindre le frère de son père Malcolm, Alexander, pour y passer une semaine chez lui à la campagne. Au tournant de la propriété d'Alexandre, Malcolm tombe soudainement malade au volant et écrase la voiture contre un arbre. Bien que le véhicule ne soit que légèrement endommagé, lorsque Catherine part chercher de l'aide, il explose mystérieusement, tuant apparemment ses parents. Alexander, assisté de son fils Stephen et de la secrétaire Frances, emmène Catherine désemparée dans la maison et lui donne un sédatif. Au réveil, Catherine trouve l'allée débarrassée de l'épave et apprend que la police a conclu son enquête. Les funérailles de ses parents ont lieu plus tard dans la journée sur le terrain du domaine. Après la cérémonie, Catherine trouve une vieille pierre tombale portant le nom de Camilla Yorke, une de ses ancêtres du XVIIIe siècle décédée à l'âge de 20 ans, l'âge que Catherine est sur le point d'atteindre. Au cours des prochains jours, alors qu'elle continue d'être hébergée par Alexander, Catherine a des visions troublantes de femmes marquées, fouettées et sacrifiées lors de rituels sataniques. Elle se retrouve attirée par Stephen, duquel elle tombe amoureuse. Pendant ce temps, Alexander vole le bracelet de Catherine et l'utilise pour canaliser la magie noire qui oblige John à se suicider en sautant du toit d'une tour de son appartement de Londres.
Frances dit à Catherine que Camilla possédait des capacités surnaturelles et qu'Alexandre, qui croit en la nécromancie, a l'intention de ressusciter l'esprit de la jeune fille pour augmenter son propre pouvoir. Après avoir assassiné plusieurs femmes, dont sa propre épouse, pour tester ses théories, il a déterminé qu'il ne pouvait y parvenir qu'en sacrifiant Catherine, la descendante directe de Camilla, lorsqu'elle aura 20 ans - l'âge de Camilla au moment de sa mort. Frances avertit également Catherine de ne pas faire confiance à Stephen : ayant été témoin du sacrifice de sa mère dans sa jeunesse, il est devenu un meurtrier comme son père.
Découvrant la trahison de Frances, Stephen la poignarde à mort et enferme Catherine. Le matin de son anniversaire, Catherine est conduite dans les bois environnants pour être sacrifiée par Alexandre et son culte mais s'échappe après avoir blessé Stephen dans l'œil avec une lime à ongles. À l'entrée du domaine, elle rencontre Malcolm, qui prétend que lui et sa mère ont survécu à l'accident de voiture. Elle est ensuite ramenée à la maison, où Alexandre, ne portant plus ses robes rituelles, affirme que ses expériences récentes n'étaient que des hallucinations provoquées par le sédatif. Cependant, sa ruse est découverte lorsque Catherine tire un rideau pour trouver le cadavre sanglant de Stephen. Alexander loue la brutalité de Catherine et la salue comme une véritable descendante de Camilla. Il est alors révélé que Malcolm, et non Alexandre, est le chef du culte. Pris au piège, Catherine hurle d'horreur, réalisant qu'elle est sur le point de faire face à sa propre mort.

## Fiche technique
- Titre français : L'Esclave de Satan ou Diaboliques Passions[1]
- Titre original : Satan's Slave
- Réalisation : Norman J. Warren
- Scénario : David McGillivray
- Musique : John Scott
- Photographie : Denis Balkin, Steve Haskett, John Metcalfe, John Simmons, Les Young
- Direction artistique : Hayden Pearce
- Son : Richard Laughton
- Pays d'origine :  Royaume-Uni
- Tournage : 
  - Langue : anglais
  - Période prises de vue : décembre 1975 à janvier 1976
  - Extérieurs : (en) Pirbright (Surrey, Royaume-Uni)
- Budget : 35 000 £ (estimation)
- Producteurs : Richard Crafter, Les Young
- Société de production : Monumental Pictures (Royaume-Uni)
- Sociétés de distribution : Brent Walker Film Distributing (Royaume-Uni), Midi Cinéma Location (France), Société Française de Distribution (France), Les Films Grandvilliers (France), Audifilm (France), Trans Films (France), Société Philippe Modica, Univers Galaxie Films Azur (France)
- Format : couleur (Fujicolor) — 35 mm — 2.35:1 (Techniscope) — monophonique
- Genre : film d'horreur
- Durée : 120 minutes
- Dates de sortie : 
  - Royaume-Uni : décembre 1976
  - France : 8 février 1978
- Mention CNC : interdit aux -16 ans (visa d'exploitation no 47894 délivré le 3 mars 1978)

## Distribution
- Michael Gough (V.F. : Jacques Berthier) : l'oncle Alexandre Yorke
- Martin Potter : Stephen Yorke
- Candace Glendenning : Catherine Yorke
- Barbara Kellerman : Frances
- Michael Craze : John
- Gloria Maley : Janice
- James Bree : Malcolm Yorke
- Celia Hewitt : Elizabeth Yorke
- David McGillivray : le prêtre